# Немоляев, Владимир Викторович
Влади́мир Ви́кторович Немоля́ев (29 июля 1902, Москва — 21 мая 1987, Москва) — советский кинорежиссёр и сценарист.

## Биография
Владимир Немоляев родился 29 июля (на надгробной плите указана дата 18 июля) 1902 года в Москве в семье Виктора Николаевича Немоляева (ум. до 1917) и Надежды Александровны Тарасовой (1884—1974). Оба происходили из старообрядческих семей. Фамилия «Немоляев» происходит от выражения «не так молящиеся» (староверы).
В 1920 году окончил Ломоносовский техникум, созданный на базе Комиссаровского училища.
В 1927 году окончил актёрско-режиссёрское отделение ГТК (мастерская В. И. Пудовкина).
Работал на киностудиях «Межрабпомфильм», «Союздетфильм», «Мосфильм», «Стереокино», Фрунзенской киностудии.
Автор пьес, рассказов, сценариев к игровым и анимационным фильмам.
Скончался 21 мая 1987 года в Москве. Похоронен на Введенском кладбище (участок № 10).

## Личная жизнь
Владимир Немоляев был женат на Валентине Ладыгиной — звукооператоре и сценаристе. В этом браке родилось двое детей:
Дочь Светлана Немоляева — народная артистка РСФСР. Внук — Александр Лазарев, народный артист России.
Сын Николай Немоляев — оператор-постановщик, заслуженный деятель искусств РСФСР. Внучка — Анастасия Немоляева, актриса, художница.

## Фильмография

### Режиссёр
- 1927 — Равносторонний треугольник (Фильм не сохранился)
- 1928 — Без ключа (фильм не сохранился)
- 1928 — Дом на Трубной (ассистент режиссёра)
- 1934 — Карьера Рудди
- 1936 — По следам героя
- 1938 — Доктор Айболит
- 1941 — Старый двор
- 1944 — В шесть часов вечера после войны (второй режиссёр)
- 1948 — Карандаш на льду (короткометражный)
- 1949 — Счастливый рейс
- 1954 — Морской охотник
- 1957 — Сапоги (короткометражный)
- 1959 — Токтогул
- 1962 — В мёртвой петле

### Сценарист
- 1931 — Улица поперёк (мультфильм)
- 1934 — Карьера Рудди
- 1936 — По следам героя
- 1941 — Старый двор
- 1948 — Первый урок
- 1949 — Счастливый рейс
- 1954 — Морской охотник
- 1957 — Сапоги (короткометражный)
- 1965 — Западня

### Актёр
- 1941 — Старый двор